# Zuberbühler (Familie)
Die aus dem Herisauer Weiler Schwänberg im Schweizer Kanton Appenzell Ausserrhoden stammenden Zuberbühler brachten Ärzte, Pfarrer und Landesbeamte hervor. 

## Geschichte
Vom 16. bis zum 18. Jahrhundert gehörten sie zu den führenden Familien von Herisau und von Appenzell Ausserrhoden. Ihren Höhepunkt erreichten sie im 18. und frühen 19. Jahrhundert mit den Landesbeamten Johann Jakob Zuberbühler (geb. 1684), Johann Jakob Zuberbühler (geb. 1719), Johann Jakob Zuberbühler (geb. 1723) und Johann Ulrich Zuberbühler. Enge Bande bestanden zu den ebenfalls aus dem Schwänberg stammenden Oberschichtsfamilien Schiess und Elmer sowie zu den Tanner. 
Aus sechs Generationen gingen 19 Ärzte und acht Pfarrer hervor, die in andere Ärzte- und Pfarrersfamilien einheirateten und so im frühen 18. Jahrhundert zur Konzentration der Herisauer Eliten im Dorfbereich beitrugen. Die Zuberbühler hatten meist den Zunamen «Scherer» und machten die Entwicklung vom Handwerkschirurgen bis zum akademisch ausgebildeten Arzt mit. 
Allmählich verteilte sich die Familie über ganz Ausserrhoden, wobei sich ein Zweig in Speicher einbürgerte. Dieser bildete mit den Zellweger aus Trogen eine einflussreiche Allianz. Ein in der Landwirtschaft und im Textilgewerbe tätiger Familienzweig verblieb bis um 1740 im Schwänberg.

## Namensträger und andere Bedeutungen
- Zuberbühler